# Fontenay-le-Vicomte
Fontenay-le-Vicomte este o comună franceză situată în departamentul Essonne, în regiunea Île-de-France.

## Geografie

### Localizare
Fontenay-le-Vicomte este situat la 35 de kilometri sud-est de Paris-Notre-Dame, punctul zero al drumurilor din Franța, 10 kilometri sud-vest de Évry, 8 kilometri nord-est de La Ferté-Alais, 9 kilometri sud-vest de Corbeil-Essonnes, 12 kilometri sud-est de Arpajon, 14 kilometri sud-est de Montlhéry, 17 kilometri nord-vest de Milly-la-Forêt, 22 de kilometri sud-est de Palaiseau, 22 de kilometri nord-est de Étampes și 29 de kilometri est de Dourdan.

### Hidrografie
Râul Essonne și mlaștinile sale delimitează teritoriul comunei la nord-vest.

### Relief și geologie
Cel mai jos punct al comunei se află la o altitudine de patruzeci și șase de metri, iar cel mai înalt punct la optzeci și patru de metri.

### Comune limitrofe
|               | Écharcon                | Mennecy   |
| Vert-le-Petit |                         |           |
|               | Ballancourt-sur-Essonne | Chevannes |

### Clima
În 2010, clima comunei este de tipul climatului oceanic degradat al câmpiilor din Centru și Nord, conform unui studiu al Centrului Național de Cercetare Științifică (CNRS) pe baza unui set de date care acoperă perioada 1971-2000 bazat pe o serie de date din perioada 1971-2000. În 2020, Météo-France a publicat o tipologie a climatului pentru Franța metropolitană, în care comuna este expusă unui climat oceanic și se află în regiunea climatică Sud-vest a bazinului Parisian, caracterizată printr-o ploaie redusă, în special primăvara (120-150 mm) și un iarnă rece (3,5 °C).
Pentru perioada 1971-2000, temperatura anuală medie este de 11,2 °C, cu o amplitudine termică anuală de 15,4 °C. Cumulul anual mediu de precipitații este de 662 mm, cu 10,8 zile de precipitații în ianuarie și 7,7 zile în iulie. Pentru perioada 1991-2020, temperatura medie anuală observată la stația meteorologică Météo-France cea mai apropiată, situată în comuna Nainville-les-Roches la 8 km distanță, este de 11,5 °C, iar cumulul anual mediu de precipitații este de 702,3 mm.
Parametrii climatici ai comunei au fost estimați pentru mijlocul secolului (2041-2070) conform diferitelor scenarii de emisie de gaze cu efect de seră, bazate pe noile proiecții climatice de referință DRIAS-2020. Aceștia pot fi consultați pe un site dedicat publicat de Météo-France în noiembrie 2022.

## Urbanism

### Tipologie
La 1 ianuarie 2024, Fontenay-le-Vicomte este clasificată ca centură urbană, conform noii grile comunale de densitate în șapte niveluri, definită de INSEE (Institutul Național de Statistică și Studii Economice) în 2022. Aceasta aparține unității urbane a Parisului, o aglomerație inter-departamentală care cuprinde 407 comune, dintre care face parte ca o comună din suburbii. În plus, comuna face parte din aria metropolitană a Parisului, fiind una dintre comunele de la periferie, această zonă reunind 1.929 de comune.

## Toponimie
Locul a fost numit Fontanedum („fântâni” în latină) în 829. Sufixul vice comitis („al vicontelui” în latină) a fost adăugat la începutul secolului al XIII-lea pentru a evoca atașarea domniei Fontenay față de comitatul de Corbeil, pentru a forma în cele din urmă numele Fontanetum Vice Comitis (Fontenay-le-Vicomte). Numele Fontanetum Vice Comitis este atestat într-o scriere din 1286.
În timpul Revoluției, comuna a fost creată în 1793 sub numele de Fontenay-sur-Seine, iar numele actual, Fontenay-le-Vicomte, a fost introdus în 1801 prin Bulletin des lois.

## Istorie
Conform abatelui Lebeuf, Fontenay-le-Vicomte este menționat pentru prima dată în anul 829, într-un act de schimb al abației Saint-Denis. Ca toate locurile cu acest nume, se referă la izvoarele sau „fântânile” care îl alimentau. Supranumele de „vicomte” a apărut când, sub Hugues Capet, contele de Corbeil a instituit acolo un viconte pentru a-l reprezenta și a transformat teritoriul într-o seniorie. Locul a fost ocupat încă din Preistorie, așa cum atestă un craniu de tânără femeie găsit la începutul secolului al XX-lea în mlaștinile din Fontenay, trimis în 1908 la Muzeul de Istorie Naturală.
În timpul Antichității, în locul numit La Remise de la Baste, pe platoul de la Fontenay, a existat o așezare rurală, descoperită în 1966. Un castellum a fost ridicat în secolul al IV-lea la marginea platoului, dominând râul Essonne. Acesta servea ca post de supraveghere a râului și a drumului, marcând granița dintre Parisis și Sénons.
În Evul Mediu, situl aparținea seniorului de Corbeil și domeniului abaților seculiari de Saint-Spire din Corbeil. De-a lungul timpului, acesta s-a divizat în diferite feude: feuda Tour Pancrace, feuda Saucel-Bernard, feuda de la Gode, feuda Destouches și feuda de la Salle aux Payens. În secolul al XVII-lea, doar ultimele două mai existau. Începând cu secolul al XV-lea, feuda La Salle aux Payens a fost proprietatea celebrei familii de avocați parizieni Versoris.
Începând cu 1580, Fontenay-le-Vicomte, împreună cu Villeroy și Mennecy, intră în posesia lui Nicolas de Neufville, ministru al regilor de la Carol al IX-lea până la Ludovic al XIII-lea și guvernator al Corbeilului, care formează astfel ducatul de Villeroy.
La mijlocul secolului al XVIII-lea, feuda La Salle aux Payens este achiziționată de Étienne Maynon d'Invault, renumit consilier al regelui la Parlamentul din Paris. La sfârșitul secolului, această feudă fuzionează cu cea de Dunoyer pentru a forma domeniul Fontenay-le-Vicomte și devine proprietatea familiei La Tour-Maubourg după căsătoria Mariei-Charlotte Dunoyer cu Marie-Charles-César de Fay, marchiz de La Tour Maubourg, în 1777. Castelul Dunoyer, ridicat în secolul al XVII-lea, devine castelul din Fontenay-le-Vicomte, fiind remodelat și extins în secolul al XVIII-lea.
Domeniul trece din mână în mână în secolul al XIX-lea. Devine proprietatea marchizului Pierre-Charles-Thierry de La Prévalaye, primar al satului între 1808 și 1838. Exploatarea turbei din mlaștini aduce venituri semnificative. În 1866, este aprobată crearea unui canal în locul numit Pré aux Moines pentru a facilita această exploatare. Acest lucru permite familiei de La Prévalaye să reconstruiască castelul în anii 1850.
La începutul anilor 1860, traseul căii ferate Paris - Lyon, cunoscut sub numele de Bourbonnais, viitoarea PLM, a marcat dezvoltarea zonei. Domeniul a trecut în mâinile familiei Menche de Loisne prin moștenire în 1927 și a fost cedat în 1989 unei societăți irlandeze, Barnpark Limited, cu scopul de a crea un hotel-restaurant și un teren de golf. Proiectul a fost însă împiedicat de clasificarea zonei umede ca zonă sensibilă în octombrie 1990. Din cauza impasului proiectului imobiliar, societatea irlandeză a vândut domeniul consiliului general din Essonne în 1998. De la începutul anilor 2000, situl Fontenay-le-Vicomte face parte din zonele naturale sensibile ale văii Essonne, datorită calității florei și faunei sale.
Comuna a intrat în atenția actualității franceze începând cu 29 octombrie 1965, odată cu răpirea la Paris și asasinarea opozantului marocan Mehdi Ben Barka, care ar fi avut loc pe teritoriul comunei, efectuată de membri ai serviciilor secrete marocane.

## Populația și societatea

### Date demografice
Evoluția numărului de locuitori este cunoscută prin recensămintele populației efectuate în comuna respectivă începând din 1793. Pentru comunele cu mai puțin de 10 000 de locuitori, un recensământ al întregii populații este realizat la fiecare cinci ani, populațiile legale pentru anii intermediari fiind estimate prin interpolare sau extrapolare. Pentru comuna respectivă, primul recensământ exhaustiv în cadrul noului dispozitiv a fost realizat în 2006.
În 2021, comuna număra 1564 locuitori, în creștere cu +25,72 % față de 2015 (Essonne: +2,94 %, Franța fără Mayotte: +1,84%).
| An        | 1793 | 1821 | 1841 | 1856 | 1876 | 1886 | 1901 | 1921 | 1936 | 1962 | 1982 | 2006 | 2016 | 2021 |
| --------- | ---- | ---- | ---- | ---- | ---- | ---- | ---- | ---- | ---- | ---- | ---- | ---- | ---- | ---- |
| Populație | 250  | 276  | 317  | 316  | 314  | 248  | 344  | 286  | 297  | 354  | 635  | 1221 | 1214 | 1564 |

## Cultura și patrimoniul local

### Patrimoniul natural
Malurile râului Essonne, câmpurile și pâlcurile de pădure au fost inventariate ca spații naturale sensibile de către consiliul departamental al Essonne.

### Patrimoniul arhitectural
- Biserica Saint-Rémi a fost înscrisă în lista monumentelor istorice pe 17 februarie 1950[40].
- Castelul de la Fontenay, o veche construcție din secolele XVII-XVIII, a fost reconstruit în secolul al XIX-lea.

### Personalități
- Mehdi Ben Barka (1920-1965), om politic marocan, a dispărut la Fontenay-le-Vicomte.